# Choi Min-ho (piosenkarz)
Choi Min-ho (kor. 최민호, ur. 9 grudnia 1991), lepiej znany jako Minho – południowokoreański piosenkarz, aktor i MC oraz członek zespołu SHINee należącego do wytwórni SM Entertainment.

## Dyskografia

### Solo

#### Minialbumy
| Rok  | Dane dot. albumu                                                                                       | Najwyższa pozycja | Najwyższa pozycja | Sprzedaż       |
| Rok  | Dane dot. albumu                                                                                       | KOR (Circle)      | JPN (Oricon)      | Sprzedaż       |
| ---- | --- | ----------------- | ----------------- | -------------- |
| 2022 | Chase - Wydany: 6 grudnia 2022 - Wytwórnia: SM Entertainment - Format: CD, digital download, streaming | 4                 | 17                | - KOR: 67 792+ |

## Filmografia

### Filmy
| Rok  | Tytuł            | Rola         |
| ---- | ---------------- | ------------ |
| 2016 | Gye-chun halmang | Han-i        |
| 2016 | Doo namja        | Jin-il       |
| 2018 | Gunghab          | Seo Ga-yoon  |
| 2018 | Inrang           | Kim Chul-jin |

### Seriale
| Rok       | Tytuł                                            | Rola                | Stacja telewizyjna |
| --------- | ------------------------------------------------ | ------------------- | ------------------ |
| 2010      | Drama Special: Pianist                           | Oh Je-ro            | KBS2               |
| 2012      | Doryongnyong Dosawa Geurimja Jojakdan            | Choi Min-hyuk       | SBS                |
| 2012      | Areumdaun geudaeege                              | Kang Tae-joon       | SBS                |
| 2013      | Medical Top Team                                 | Kim Seong-woo       | MBC                |
| 2015      | Cheo-eumiraseo                                   | Yoon Tae-oh         | OnStyle            |
| 2016      | Mrs. Cop 2                                       | Choi Min-ho (cameo) | SBS                |
| 2016      | Honsulnamnyeo                                    | Choi Min-ho (cameo) | tvN                |
| 2016–2017 | Hwarang                                          | Kim Soo-ho          | KBS2               |
| 2017      | Eojjeoda 18 (web drama)                          | Oh Kyung-hwi        | JTBC               |
| 2017      | Sesang-eseo gajang areumdaun ibyeol (miniserial) | Jung Soo            | tvN                |
| 2022      | The Fabulous                                     | Ji Woo-min          | Netflix            |
| 2024      | Dom pełen miłości                                | Nam Tae-pyeong      | Netflix            |

### Programy rewiowe
| Rok       | Tytuł                  | Stacja telewizyjna | Uwagi                |
| --------- | ---------------------- | ------------------ | -------------------- |
| 2009–2012 | Dream Team             | KBS                | Główna obsada        |
| 2010      | Oh! My School          | KBS                | Główna obsada        |
| 2013      | Mamma Mia              | KBS                | Prowadzący           |
| 2013–2015 | Show! Music Core       | MBC                | Prowadzący           |
| 2015      | Fluttering India       | KBS                | Główna obsada        |
| 2017      | The Return of Superman | KBS2               | gościnnie (odc. 180) |

### Programy sportowe
| Rok  | Tytuł                                             | Stacja telewizyjna | Uwagi                                                                  |
| ---- | ------------------------------------------------- | ------------------ | ---------------------------------------------------------------------- |
| 2010 | 2010 Idol Star Athletics Championships            | MBC                | złoto (110 m przez płotki), srebro (sztafeta 4 × 100 m)                |
| 2011 | 2011 Idol Star Athletics – Swimming Championships | MBC                | złoto (50 m przez płotki, skok wzwyż, 50 m stylem dowolnym)            |
| 2011 | 2011 Idol Star Athletics Championships            | MBC                | złoto (skok wzwyż), brąz (110 m przez płotki, sztafeta 4 × 100 metrów) |
| 2012 | 2012 Idol Star Olympics Championships             | MBC                | złoto (110 m przez płotki)                                             |

## Nagrody i nominacje
| Rok  | Nagroda                            | Kategoria                                              | Wynik     |
| ---- | ---------------------------------- | ------------------------------------------------------ | --------- |
| 2010 | SBS Entertainment Awards           | Najlepszy debiut w programie rewiowym                  | Wygrana   |
| 2011 | Honorary Ambassador for Youth 2011 | –                                                      | Wygrana   |
| 2011 | Best Male Idol as Model            | –                                                      | Wygrana   |
| 2012 | SBS Drama Awards                   | New Star Award (Areumdawoon geodaeege)                 | Wygrana   |
| 2012 | SBS Drama Awards                   | Najlepsza para (razem z Sulli, Areumdawoon geodaeege)  | Nominacja |
| 2013 | MBC Drama Awards                   | Najlepszy Debiutant (Medical Top Team)                 | Nominacja |
| 2014 | 50. Baeksang Arts Awards           | Najpopularniejszy aktor telewizyjny (Medical Top Team) | Nominacja |
| 2014 | MBC Entertainment Awards           | Music Talk Show Popularity Award (Show! Music Core)    | Wygrana   |
| 2015 | MBC Entertainment Awards           | Nagroda popularności (Show! Music Core)                | Wygrana   |